# Sečianky
Sečianky este o comună slovacă, aflată în districtul Veľký Krtíš din regiunea Banská Bystrica. Localitatea se află la altitudinea de 166 m deasupra n.m., se întinde pe o suprafață de 7,85 km2 și în 2017 număra 363 de locuitori.

## Istoric
Localitatea Sečianky este atestată documentar din 1260.

## Demografie
| An:                | 1994 | 2004   | 2014   | 2024    |
| ------------------ | ---- | ------ | ------ | ------- |
| Număr de persoane: | 448  | 406    | 379    | 333     |
| Diferență:         |      | −9,37% | −6,65% | −12,13% |

| An:                | 2023 | 2024   |
| ------------------ | ---- | ------ |
| Număr de persoane: | 323  | 333    |
| Diferență:         |      | +3,09% |